# 3916 Maeva
3916 Maeva је астероид са пречником од приближно 21,94 .
Афел астероида је на удаљености од 3,687 астрономских јединица (АЈ) од Сунца, а перихел на 2,794 АЈ.
Ексцентрицитет орбите износи 0,137, инклинација (нагиб) орбите у односу на раван еклиптике 1,954 степени, а орбитални период износи 2131,153 дана (5,834 година).
Апсолутна магнитуда астероида је 12,20 а геометријски албедо 0,048.
Астероид је откривен 24. августа 1981. године.